# 라스트 모히칸 (1920년 영화)
라스트 모히칸(The Last Of The Mohicans)은 미국에서 제작된 모리스 투르뇌 감독의 1920년 영화이다. 보리스 칼로프 등이 주연으로 출연하였다.
이 영화는 문화적, 역사적, 미적 중요성으로 인해 미국 의회도서관에 의해 미국 국립영화등기부의 보존물로 선정되었다.

## 출연

### 주연
- 보리스 칼로프
- 시어도어 로치
- 해리 로레인
- 잭 맥도널드

### 조연
- 넬슨 맥다월
- 바버라 베드퍼드
- 월리스 비어리
- 조지 해커손